# Arnold Rüütel
Arnold Rüütel (Saaremaa, 10 de mayo de 1928-Tallin, 31 de diciembre de 2024) fue un político estonio, tercer presidente de la República de Estonia desde 2001 hasta 2006. Antes de dedicarse a la política era ingeniero agrónomo y rector de la Academia Estonia de Agricultura.
En tiempos de la Unión Soviética, Rüütel estuvo afiliado al Partido Comunista de la RSS de Estonia y desde los años 1970 ejerció cargos de responsabilidad en la república socialista, entre ellos presidente del Presidium del Sóviet Supremo desde 1987, coincidiendo con la Revolución Cantada. Tras la reinstauración de la independencia mantuvo el cargo, hasta que en 1992 fue derrotado en las primeras elecciones presidenciales por Lennart Meri. Entre 1994 y 2000 fue el líder de la Unión del Pueblo Estonio, un partido político representativo del movimiento agrario.
Su mandato presidencial estuvo marcado por el ingreso de Estonia en 2004 tanto en la Unión Europea como en la OTAN. En 2006 no pudo revalidar el cargo porque fue derrotado por Toomas Hendrik Ilves, exministro de Asuntos Exteriores.

## Biografía
Arnold Rüütel nació en la isla de Saaremaa el 10 de mayo de 1928, en una familia de campesinos. Antes de entrar en política, toda su carrera estuvo vinculada a la agricultura. En 1949 obtuvo el graduado en ingeniería agrónoma por la Universidad Agrícola de Jäneda, al tiempo que se adhirió al komsomol estonio. Después estuvo trabajando como ingeniero sénior del Departamento de Agricultura de Saaremaa (1949-1950), hasta que lo dejó para cumplir el servicio militar, y como profesor de agricultura en la Escuela de Agricultura Mecanizada de Tartu (1955-1957), la segunda ciudad más poblada de la RSS de Estonia.
En 1957 fue nombrado subdirector del Instituto Estonio de Ganadería y Veterinaria; seis años más tarde fue ascendido a la dirección de la Granja Estatal de Tartu. Entre 1964 y 1969 estuvo estudiando en la Academia Estonia de Agricultura (actual Universidad Estonia de Ciencias de la Vida) para obtener la licenciatura en Ciencias Agrícolas, y en 1972 consiguió el posgrado de Candidato de Ciencias. Desde 1991 posee el doctorado. Es hablante nativo de estonio y ruso, y puede conversar con fluidez en alemán.
Rüütel fue rector de la Academia Estonia de Agricultura desde 1969 hasta 1977, cuando dejó la enseñanza para dedicarse a la política.
Estuvo casado desde 1958 con Ingrid Ruus Rüütel, con la que ha tenido dos hijas y seis nietos.

## Trayectoria política

### RSS de Estonia (1977-1991)
Dada su pertenencia al Partido Comunista de la RSS de Estonia y su amplia experiencia agrícola, Arnold Rüütel fue nombrado Secretario de Agricultura del Comité Central en 1977, uno de los organismos más importantes de la República Socialista Soviética de Estonia. En 1979 ascendió a vice primer ministro del Consejo de Ministros estonio, y en 1983 fue elegido presidente del Presidium del Sóviet Supremo, en dependencia de los primeros secretarios Karl Vaino (1978-1988) y Vaino Väljas (1988-1990).
Dentro del EKP, Rüütel estaba considerado uno de los miembros reformistas, más cercanos al nacionalismo estonio. En plena Revolución Cantada, el Sóviet Supremo que presidía aprobó medidas rupturistas con la Unión Soviética como la declaración de soberanía (1988), la ley de independencia económica (1989) y la celebración de elecciones multipartidistas (1990). No obstante, el dirigente mantenía cordiales relaciones con los dirigentes del Partido Comunista Ruso y era cercano a la minoría rusa.
Tras las elecciones legislativas de marzo de 1990, en las que el independentismo obtuvo una clara mayoría, Rüütel fue nombrado presidente del Sóviet Supremo de la República de Estonia, mientras que Edgar Savisaar asumió como primer ministro. Durante su mandato, el político trató de negociar la secesión con las autoridades de la URSS y mantuvo un papel más prudente que el de Letonia y Lituania para evitar cualquier represalia. Después del intento de golpe de Estado en la URSS, Estonia proclamó la reinstauración de su independencia el 20 de agosto de 1991, reconocida por los soviéticos un mes más tarde.

### República de Estonia (1990-2001)
Arnold Rüütel continuó ejerciendo como presidente del Sóviet Supremo estonio hasta 1992, año en el que se celebraron las primeras elecciones parlamentarias (Riigikogu) y presidenciales. El nuevo cargo de presidente de Estonia representaba la jefatura del Estado, aunque con carácter representativo y poderes limitados. Rüütel se presentó a esos comicios con el apoyo del Partido del Centro, excomunistas, partidos agrarios y los estonios de origen ruso. No obstante, cayó derrotado por el candidato Lennart Meri, al que apoyaban los nacionalistas conservadores, y se convirtió en el primer líder de un país excomunista que había sido derrotado por métodos democráticos.
En 1994 fundó un nuevo partido político, la Unión del Pueblo Estonio (Eestimaa Rahvaliit), que pretendía aglutinar al movimiento agrario. En las elecciones parlamentarias de 1995 integraría una coalición sobre el candidato Tiit Vähi, del conservador Partido de la Coalición, que obtuvo 41 escaños y el gobierno del país. En ese gabinete, Rüütel ocupó la vicepresidencia del Riigikogu hasta 1997 y fue representante estonio en la Asamblea Báltica hasta 1999.
Rüütel volvió a presentarse a las elecciones presidenciales de 1996 y de nuevo cayó derrotado frente a Lennart Meri.
La Unión del Pueblo Estonio acudió en solitario a los comicios de 1999 y consiguió sólo 7 escaños, razón por la que Rüütel dejó la presidencia del mismo en 2000 y asumió un cargo honorífico. La formación continuaría existiendo con altibajos hasta su desaparición en 2012. A pesar de todo, Rüütel mantuvo un papel relevante en la política nacional.

## Presidencia de Estonia
Arnold Rüütel ha sido presidente de Estonia desde el 8 de octubre de 2001 hasta el 9 de octubre de 2006, bajo cuatro primeros ministros: Mart Laar (2001-2002), Siim Kallas (2002-2003), Juhan Parts (2003-2005) y Andrus Ansip (2005-2006).
El dirigente se presentó a las presidenciales por tercera vez en 2001. A diferencia de las elecciones a primer ministro, que son por sufragio universal, la elección del presidente estonio precisa una mayoría de dos tercios del Riigikogu (68 votos). Si no la hubiese, la decisión correría a cargo de un Colegio Electoral formado por parlamentarios y representantes locales.
A pesar de que Toomas Savi —apoyado por la coalición del ejecutivo de Mart Laar— era el favorito para la victoria, Rüütel estableció alianzas con todos los partidos de la oposición y aprovechó la debilidad política de la coalición gobernante. El 21 de septiembre dio la sorpresa al vencer a Savi la votación del Colegio Electoral por 186 a 155. En su proclamación, el nuevo presidente prometió reducir los efectos negativos de la rápida transición a una economía de mercado, acercar la política a la ciudadanía y establecer un nuevo contrato social para reforzar la cohesión nacional. En ese sentido, aprobó eliminar el requisito de dominar el estonio para acceder a cargos públicos, algo que beneficiaba a los rusohablantes relegados años atrás.
Su etapa coincidió con un periodo de inestabilidad política nacional y dos hechos importantes: el ingreso del país báltico en la Unión Europea y en la OTAN, ambos en 2004. Rüütel dio su apoyo a la incorporación en esas entidades, asegurando que «Estonia siempre será parte de Europa», e incluso hizo campaña por el «sí» en el referendo de adhesión a la UE de 2003. En su último año, el estado trató de firmar un acuerdo fronterizo con Rusia pero ambas partes no llegaron a entenderse.

### Elecciones de 2006
Arnold Rüütel se presentó a la reelección presidencial de 2006 para un segundo mandato, con el apoyo del Partido del Centro y la Unión del Pueblo Estonio. Sin embargo, el líder se negó a concurrir a la elección del Riigikogu, en la que necesitaba una mayoría de dos tercios que no tenía, para forzar la votación del Consejo Electoral. Los aspirantes Ene Ergma y Toomas Hendrik Ilves fueron bloqueados en la votación parlamentaria por los partidos que apoyaban a Rüütel, y el propio presidente se negó a acudir a los debates electorales con Ilves.
La popularidad de Rüütel había caído en los últimos meses por una serie de escándalos públicos y por su actitud respecto a los aspirantes a la presidencia. Al final, el resto de partidos se unieron en torno a la candidatura de Ilves, con el consiguiente impacto en el Consejo Electoral donde sólo necesitaban mayoría simple. El 23 de septiembre, Rüütel cayó derrotado frente a Ilves por 162 votos contra 174. Rüütel cedió el cargo el 9 de octubre de 2006 y se comprometió a ayudar al nuevo presidente en todo lo posible.

## Vida posterior
Después de haber perdido las elecciones, Rüütel se mantuvo retirado de la primera línea política pero continuó haciendo apariciones públicas. En los últimos años de su vida residió con su familia en Kadriorg.
Falleció el 31 de diciembre de 2024, a los 96 años. El gobierno estonio anunció que se le rendirá un funeral de estado.